# 미하라구
미하라구(일본어: 美原区)는 일본 오사카부 사카이시를 구성하는 7개 구 중 하나이다. 옛 미나미카와치군 미하라정(2005년 2월 1일에 사카이시에 편입)에 해당하는 지역으로 현재는 사카이시 미하라구가 되었다.

## 지리
사카이시 동쪽에 위치하고 하비키노 구릉과 접하고 있다. 남동부는 고도가 높고 북서부는 평탄한 평야이다. 구내에는 사야마 연못(오사카부)을 수원으로 하는 히가시요케강과 니시요케강이 흐르고 평야부에는 논밭이 많이 있기 때문에 연못이 현존하고 있다. 또 도로 교통에서는 고속도로의 인터체인지와 간선도로가 집중해 사카이시의 동쪽 관문으로 기능하고 있다.

## 역사
- 1889년 4월 1일 - 시정촌제 시행으로 단난군 단난촌, 구로야마촌, 히라오촌, 단비촌, 야카미군 미나미야시모촌이 성립하였다.
- 1896년 4월 1일 - 미나미카와치군이 성립하였다.
- 1956년 9월 30일 - 단난촌, 구로야마촌, 히라오촌의 합병으로 미나미카와치군 미하라정이 탄생하였다.
- 2005년 2월 1일 - 사카이시에 편입 합병되었고 미하라정은 폐지되었다.
- 2006년 4월 1일 - 사카이시가 정령지정도시가 되면서 미하라구가 되었다.

## 교통

### 고속도로, 국도
- 한와 자동차도
- 국도 제310호선 (일본)(일본어판)
- 국도 309호선

### 부도
- 오사카부도 26호 사카이 돈다바야시선
- 오사카부도 32호 미하라다이지선
- 오사카부도 35호 돈다바야시선
- 오사카부도 36호 이즈미 오쓰미하라선